# Buzura asahinai
Buzura asahinai là một loài bướm đêm trong họ Geometridae.